# Batalla del golfo de Leyte
La batalla del golfo de Leyte, también conocida como segunda batalla del mar de Filipinas, fue una batalla naval de la campaña del Pacífico durante la Segunda Guerra Mundial. Tuvo lugar en el golfo de Leyte, alrededor de la isla homónima de Leyte en Filipinas, desde el 23 al 26 de octubre de 1944 entre los Aliados y el Imperio japonés.
Los Aliados comenzaron la invasión de Leyte para cortar la salida hacia las colonias del sudeste de Asia. Los japoneses emplearon el grueso de su flota para repeler a las tropas aliadas, pero no lograron vencer y sufrieron graves pérdidas. Tras la derrota, la mayor parte de los barcos supervivientes permanecieron anclados en sus bases, carentes de combustible.
En realidad se trata de una gran batalla compuesta por cuatro batallas navales interrelacionadas: la batalla del Mar de Sibuyan, la batalla del estrecho de Surigao, la batalla de Cabo Engaño y la batalla de Samar y varios combates previos.
Adicionalmente en esta ocasión se usaron por primera vez los ataques de aviones suicidas japoneses, los llamados kamikaze (viento divino) de un modo sistematizado. Uno de ellos dio en el crucero pesado HMAS Australia el día 21 de octubre, y desde el día 25 de ese mismo mes, comenzaron una serie de ataques organizados contra la flota aliada. Es considerada la mayor batalla naval de la historia, junto a las batallas históricas de Salamina, del Cabo Ecnomo, de Trafalgar, de Lepanto y de Jutlandia.

## Antecedentes
La campaña del Pacífico en 1943 había expulsado a la armada imperial japonesa de varias de sus bases en las Islas Salomón, aislando otras islas; y en 1944 una serie de desembarcos anfibios apoyados por portaaviones habían capturado las Islas Marianas del Norte permitiendo a la armada aliada el contar con una base desde la que podrían despegar sus bombarderos B-29 para atacar las islas japonesas.
Desde la batalla del mar de Filipinas, con la destrucción de tres portaaviones japoneses y de unos 600 aviones, los aliados lograron la superioridad aérea y marítima en el Pacífico Central. Para las acciones posteriores, el almirante Ernest King y otros miembros del Estado Mayor favorecían la idea de bloquear las fuerzas japonesas entre Japón y el sur de Asia. En cambio, el general Douglas MacArthur proponía invadir Filipinas (MacArthur deseaba cumplir una promesa al pueblo filipino), lo que permitiría tener más posibilidades para los ataques directos a Japón. Dejar Filipinas en manos de Japón podría dañar la reputación de Estados Unidos y ser una afrenta para el general MacArthur, quien en 1942 había hecho su famosa promesa de volver. Además, existía una considerable masa de aviones japoneses en Filipinas, lo que era considerado bastante peligroso por el alto mando estadounidense.

## El plan japonés

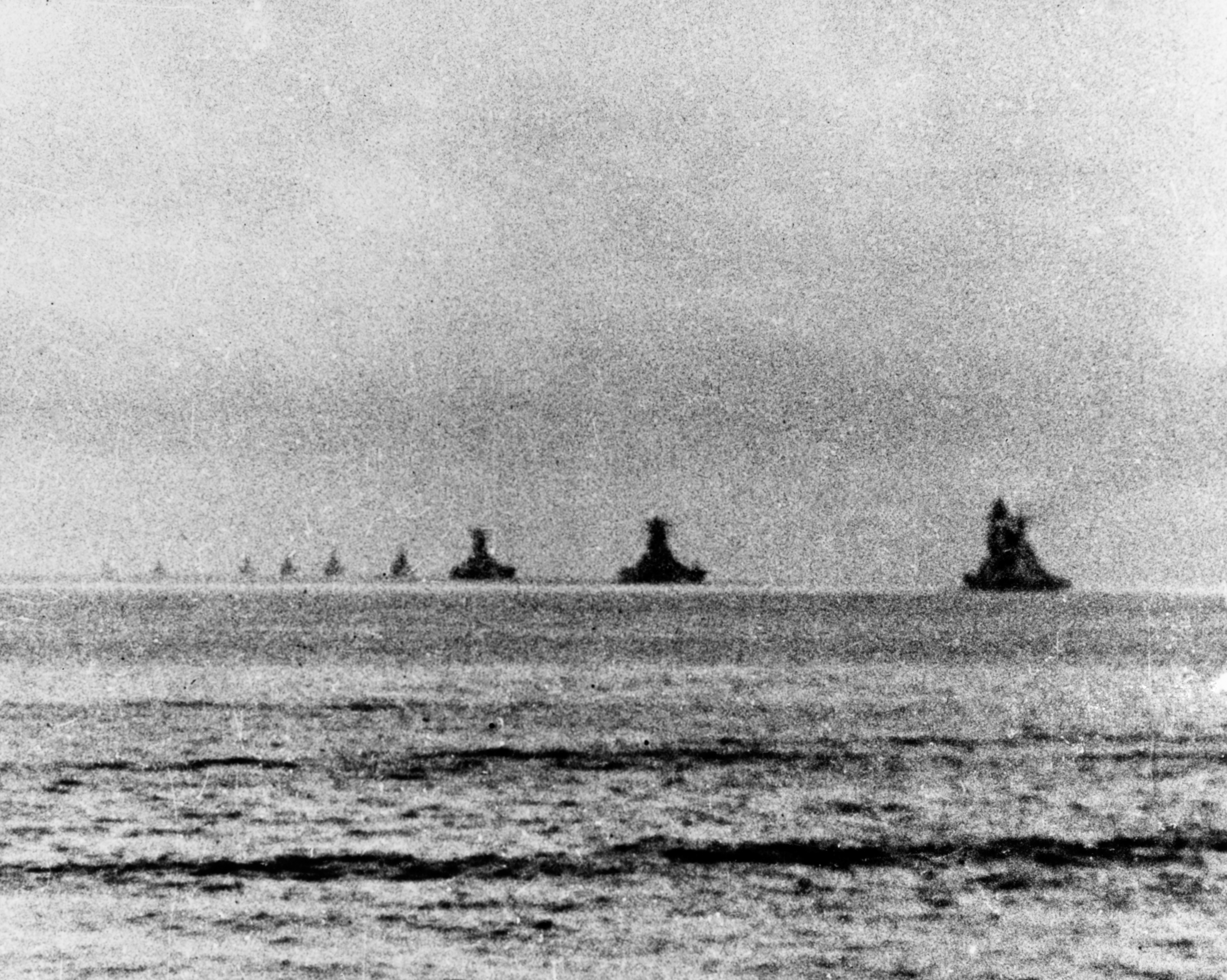
La flota de Kurita abandonando Brunéi en fila rumbo a Filipinas, el 22-10-1944, en primer plano el Nagato; en segundo plano, el Musashi y el Yamato; más adelante los cruceros pesados Maya, Chōkai, Takao, Atago, Haguro y Myōkō

El Alto Mando japonés preveía que los estadounidenses desembarcarían en Filipinas o bien atacarían las islas cercanas a Japón; por tanto se elaboró un plan para rechazar el próximo ataque estadounidense. El plan se engendró en un ambiente muy pesimista, ya que la mayoría de la aviación embarcada se había perdido en la  «cacería de patos de las Marianas». El almirante Soemu Toyoda, comandante en jefe de la Flota Combinada, elaboró un estudio de los probables objetivos estadounidenses y diseñó una estrategia de batalla para cada una de estas probabilidades. El plan general se llamó SHO o «Victoria». Los objetivos estudiados fueron:
- Plan SHO-1. Preveía un masivo desembarco en las Filipinas, lo que cortaría el suministro de petróleo desde Borneo a Japón, condenándolo a la inmovilidad de las fuerzas de superficie.

- Plan SHO-2. Ataque a las islas de Formosa y Ryukyu.

- Plan SHO-3. Ataque a las islas meridionales del Japón: Honshu y Hokuku.

- Plan SHO-4. Ataque combinado a las islas meridionales del Japón y las Kuriles.

El objetivo que más prevalecía era el de las Filipinas y fue el propio Toyoda quien elaboró un intrincado plan de ataque SHO-1 donde se emplearía la totalidad de la Fuerza Móvil japonesa, reuniéndola en Brunéi. Toyoda fue muy perspicaz, ya que este fue el siguiente paso estadounidense. El Alto Mando ordenó al general Tomoyuki Yamashita que blindara el cinturón de las Filipinas trayendo tropas desde Manchuria, mientras que la flota japonesa se concentraba en Brunéi.
El plan SHO-1, que fue el más estudiado por las implicancias en las graves consecuencias en el suministro de combustible, fue el más votado y se elaboró una intrincada maniobra estratégica que requería una absoluta coordinación de tres fuerzas principales convergiendo sobre las Filipinas:
La fuerza principal, comandada por el vicealmirante Takeo Kurita, estaría compuesta por los acorazados Yamato, Musashi, Nagato, Kongō y Haruna. Además la tercera división de cruceros pesados irrumpiría en el mar de Samar una vez que la fuerza-señuelo de Ozawa, compuesta por los portaaviones Zuikaku, Zuiho y Chiyoda, más los acorazados de la clase Hyuga, atrajera a la 3.ª Flota del almirante Halsey, dejando desprotegidos los desembarcos estadounidenses.
La tercera fuerza sería la de Nishimura, que con los acorazados Fuso y Yamashiro, más una fuerza de cruceros pesados reforzada con la división de Shima proveniente directamente desde el Japón, irrumpiría en Leyte a través del estrecho de Surigao, atacando las fuerzas de desembarco en Leyte. Para que el plan tuviera éxito se requería la correcta convergencia de las fuerzas a sus puntos de destino y lo más importante, que la fuerza de Ozawa actuando como un cebo efectivamente atrajera a las fuerzas estadounidenses lejos de las Filipinas. El plan no contemplaba cobertura aérea y además no preveía una acción antisubmarina previa; también se debía establecer el silencio de radio para que el ataque japonés contara con el factor sorpresa.
El 22 de octubre de 1944, el general Douglas MacArthur desembarcó mediaticamente en Leyte. Ese mismo día en la tarde zarpaba la flota de Takeo Kurita hacia las Filipinas activando el plan SHO-1. La ruta contemplaba navegar en paralelo a las costas de la isla de Palawan, internarse en el estrecho de Tablas, cruzar el mar de Sibuyán, pasar el estrecho de San Bernardino e irrumpir por sorpresa en el mar de Samar, y rechazar el desembarco estadounidense para después reunirse con las fuerzas de Nishimura en Leyte.

## Guerra submarina en el paso de Palawan (23 de octubre)
Nota: Esta acción es denominada por Morison como el "combate en el paso Palawan", aunque ocasionalmente también se refiera a ella como la "batalla del paso de Palawan"
La "Fuerza Central" de Kurita, reunida en Brunéi, constaba de cinco acorazados (el Yamato, y su gemelo Musashi, el Nagato, el Kongō, y el Haruna), diez cruceros pesados (el Atago, el Maya, el Takao, el Chōkai, el Myōkō, el Haguro, el Kumano, el Suzuya, el Tone, y el Chikuma), además de dos cruceros ligeros similares, el Yahagi y el Noshiro. La flota iba cubierta, además, con quince destructores. Esta armada pasó a la altura de la isla Palawan durante la medianoche del 22 al 23 de octubre.
Los submarinos estadounidenses Darter y Dace estaban en posición de vigilancia, registrando el horizonte en busca de enemigos. A las 00:16 horas del 23 de octubre, el radar del Darter detectó la formación japonesa a una distancia de 30 000 yardas (unos 27,4 km). Su capitán reportó contacto visual. Los dos submarinos se lanzaron al ataque de la flota, y el Darter lanzó al aire el primero de tres informes de contacto. Al menos uno de ellos fue interceptado por un operador de radio del Yamato, pero por algún motivo Kurita no tomó las adecuadas medidas consecuentes contra submarinos. El Darter y el Dace, navegando superficialmente a toda máquina, lograron tras algunas horas situarse en posición de disparo -enfrente de la formación de Kurita- con la intención de iniciar un ataque submarino con las primeras luces del amanecer.

La escuadra estadounidense rumbo a la isla de Leyte.

Este ataque resultó extraordinariamente exitoso. A las 5:24 horas, el Darter lanzó una serie de seis torpedos, cuatro de los cuales alcanzaron el buque insignia de Kurita, el crucero pesado Atago. Apenas diez minutos después, el Darter volvió a alcanzar al buque gemelo del Atago, el Takao, con una nueva tanda de torpedos. A las 5:56 horas fue el Dace quien logró cuatro impactos sobre el crucero pesado Maya, hermano del Atago y el Takao. En menos de 30 minutos, dos submarinos habían dejado fuera de juego a un tercio de la flota de cruceros pesados de la Armada Imperial japonesa. El Atago y el Maya se hundieron rápidamente. El Takao se volvió hacia Brunéi, escoltado por dos destructores y, sin saberlo, por los dos submarinos atacantes cubriendo su retaguardia.
El 24 de octubre, tratando de seguir discretamente al maltrecho Takao para lograr la posición de ataque, el submarino Darter quedó encallado en el arrecife Bombay Shoal. Todos los intentos por devolver el submarino a la acción resultaron infructuosos, y tuvo que ser abandonado. La tripulación fue rescatada en su totalidad por el Dace. De este modo, el Takao pudo regresar a Singapur, donde permanecería en reparaciones y en calidad de pontón hasta el final de la guerra. El Atago se hundió tan rápidamente que Takeo Kurita tuvo que nadar para no ahogarse. Fue rescatado por la tripulación de uno de los destructores japoneses, y trasladó el puesto de mando al acorazado Yamato.

## La batalla del mar de Sibuyán (24 de octubre)

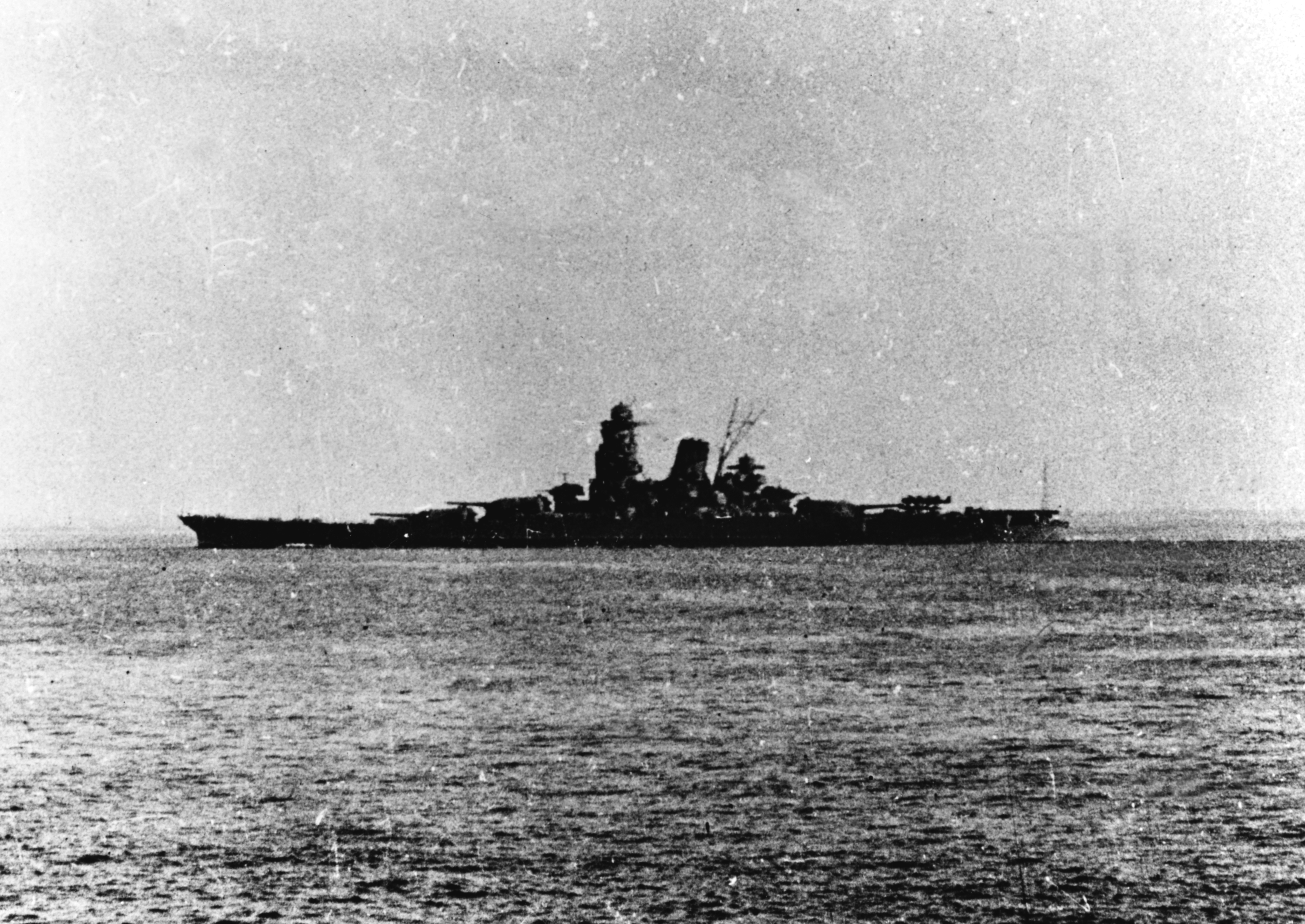
El Musashi al salir de Brunéi en octubre de 1944, rumbo a la batalla de Leyte.

24 de octubre de 1944. Cuarto día del desembarco de las tropas estadounidenses en la isla de Leyte. La "Fuerza Central" japonesa, compuesta por 2 superacorazados de la clase Yamato (JPN Musashi y JPN Yamato), 3 acorazados, 7 cruceros pesados, 1 crucero ligero y 13 destructores, se dirige a frenar los desembarcos americanos, constituyendo lo que será la fuerza norte de la operación. A bordo del JPN Yamato, buque insignia de la escuadra japonesa, se encontraba el condecorado vicealmirante Takeo Kurita, comandante principal de las operaciones del Plan Sho-Go.
8:00 horas a. m. Las fuerzas de Kurita son avistadas por aviones de reconocimiento y posteriormente atacadas por una escuadrilla compuesta por aviones de caza Grumman F6F Hellcat y bombarderos Curtiss SB2C Helldiver, que habían despegado desde el portaaviones Enterprise de la Tercera Flota del almirante Halsey. A pesar de su gran potencial, la flota estadounidense no se encontraba bien posicionada para el combate y solo contaba con el 60 % de su fuerza aérea para enfrentarse a la amenaza nipona por lo que no lograron causar grandes daños a los buques japoneses durante la primera oleada de ataques.

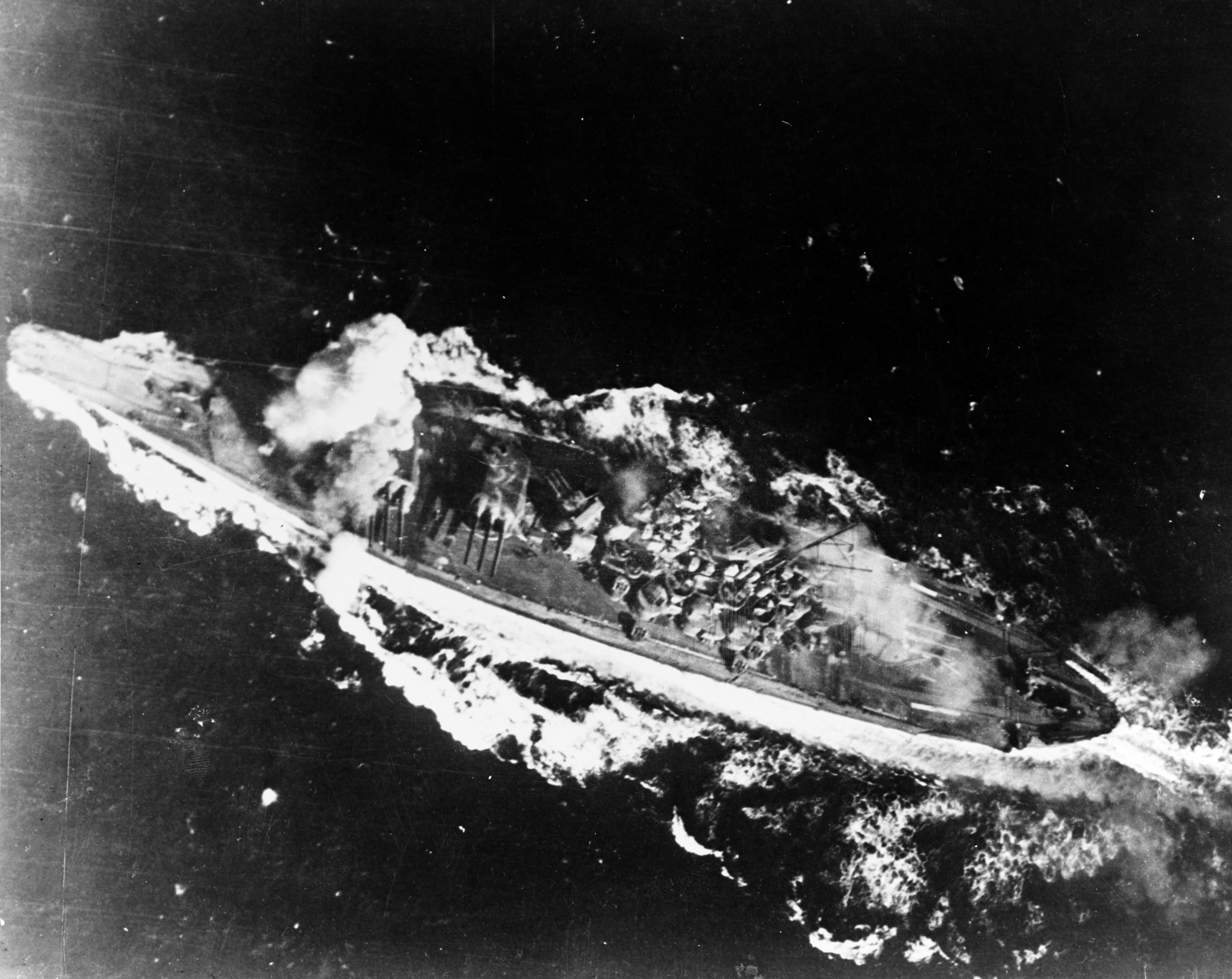
El Yamato, alcanzado por una bomba cerca del montaje delantero.

A las 10:30 horas a. m., aviones del Intrepid y el Cabot lanzaron la segunda oleada de ataques aéreos, alcanzando a los acorazados Nagato, Musashi y Yamato aunque resistieron los impactos sin inmutarse y mantuvieron la velocidad. La primera oleada solo consiguió dañar seriamente al crucero pesado Myōkō.
Kurita ordenó a toda la flota salir del alcance de las aeronaves, aunque un tercer ataque procedente de los portaaviones Essex y Lexington llegó poco después, compuesto por aviones Helldiver y Hellcat, que lograron diez impactos en el Musashi con bombas y torpedos. El descomunal buque nipón resistió aunque comenzó a escorarse a babor y solo podía avanzar a una velocidad máxima de 15 nudos, por lo que inició la retirada de la escena. 
No obstante, a media tarde una tercera oleada proveniente desde el USS Enterprise  y el USS Franklin se dirigió directamente a atacar al maltrecho "Musashi", en esta ocasión con el resultado de once impactos de bomba y ocho de torpedos. A las 19:30 horas el imponente acorazado se detuvo, su proa comenzó a hundirse, y al llegar el anochecer el Musashi, uno de los dos acorazados más grandes y poderosos de la historia, se hundió en el fondo del mar de Subiyán.  
Entretanto, el vicealmirante Takijirō Ōnishi había lanzado tres oleadas de aviones desde la 1.ª Base Aérea de Luzón contra los portaaviones de la Task Force 38.3 cuyo "paraguas aéreo" había atacado también los aeródromos de Luzón para evitar la cobertura aérea japonesa sobre el golfo de Leyte. Cada una de las oleadas del ataque de Ōnishi estuvo integrada por entre 50 y 60 aviones.

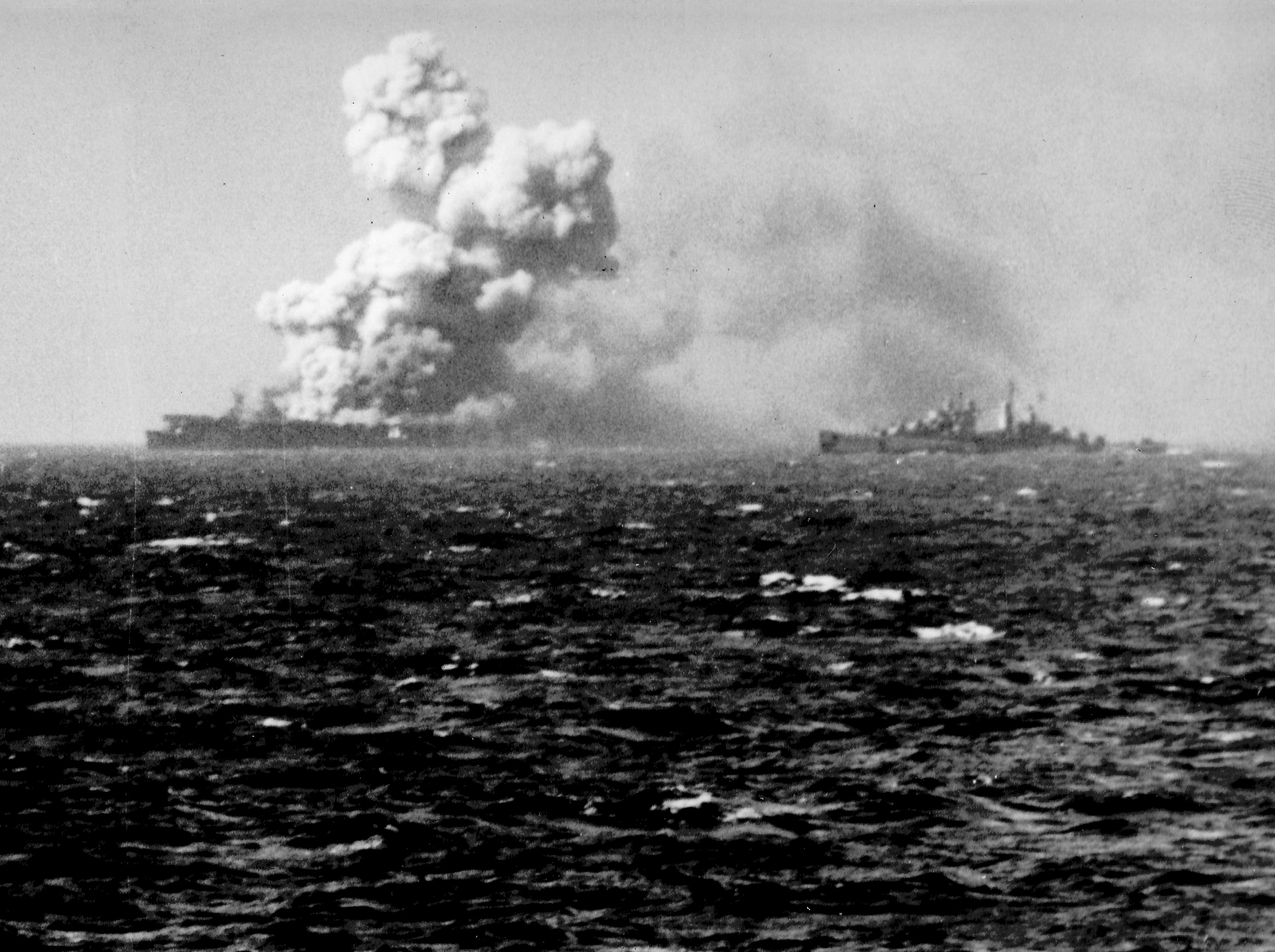
El Princeton explota a las 15:23 del 24 de octubre de 1944.

La mayor parte de los aviones japoneses fueron interceptados y derribados por Hellcat de la patrulla aérea de combate de Sherman, especialmente por dos secciones de aviones de caza del Essex lideradas por el comandante David McCampbell, quien se distinguió por haber sumado nueve derribos en esta acción. Sin embargo, un Yokosuka D4Y "Judy logró atravesar las defensas estadounidenses y a las 9:38 horas alcanzó al portaaviones de apoyo Princeton con una bomba perforadora de blindaje de 500 kg, causando un incendio en el hangar del barco. Las medidas antiincendio del barco fallaron y el fuego se extendió rápidamente. Se sucedieron una serie de explosiones, y aunque algunos focos locales del incendio fueron controlados a las 15:23 se produjo una enorme explosión -probablemente en la santabárbara del barco-, causando gran cantidad de bajas en el Princeton y 233 muertos y más de 400 heridos en el crucero USS Birmingham, que se había aproximado para ayudar a la extinción del fuego. El Birmingham quedó tan maltrecho que tuvo que retirarse. Otros barcos cercanos también sufrieron daños. Todos los esfuerzos por salvar al Princeton fueron infructuosos y fue hundido por el crucero ligero USS Reno a las 17:50. con 108 muertos en total del malogrado portaaviones.
La Tercera Flota de los Estados Unidos lanzó 259 salidas contra la "Fuerza Central" japonesa, principalmente con Hellcat. La potencia de este ataque, sin embargo, no resultaba suficiente para neutralizar la amenaza que suponía la flota de Kurita. También se debe señalar que casi todos los ataques estadounidenses de ese día se dirigían contra un mismo objetivo, el acorazado Musashi. Finalmente, el colosal acorazado se hundió, y el crucero Myōkō quedó bastante maltrecho, pero el resto de la flota de Kurita seguía operativa y aún constituía una temible fuerza de ataque. Como resultado de una decisión equivocada del almirante Halsey, la flota de Kurita lograría atravesar el estrecho de San Bernardino durante la noche, atacando sorpresivamente cerca de la costa de la isla de Samar a la mañana siguiente.

## Task Force34. Estrecho de San Bernardino.
Tras detectar las fuerzas Central y Sur, Halsey se reunió a bordo del acorazado New Jersey con el mando de la Tercera Flota para discutir la estrategia a adoptar ante la amenaza de la flota de Kurita. El plan consistía en cubrir el estrecho de San Bernardino con una potente escuadra de acorazados rápidos, apoyados por dos de los más rápidos de los portaaviones de la Tercera Flota. La armada así reunida, designada Task Force 34, consistía en 4 acorazados, 5 cruceros y 14 destructores al mando del vicealmirante Willis A. Lee. El contraalmirante Ralph E. Davison, del grupo Task Force 38.4 tenía el mando de los portaaviones de apoyo.
A las 15:12 horas del 24 de octubre, Halsey radió el siguiente mensaje a los comandantes de todas las Task Forces subordinadas, informándoles sobre el plan trazado:

BATDIV 7 MIAMI, VINCENNES, BILOXI, DESRON 52 LESS STEVEN POTTER, FROM TG 38.2 AND WASHINGTON, ALABAMA, WICHITA, NEW ORLEANS, DESDIV 100, PATTERSON, BAGLEY FROM TG 38.4 WILL BE FORMED AS TASK FORCE 34 UNDER VICE ADMIRAL LEE, COMMANDER BATTLE LINE. TF 34 TO ENGAGE DECISIVELY AT LONG RANGES. CTG 38.4 CONDUCT CARRIERS OF TG 38.2 AND TG 38.4 CLEAR OF SURFACE FIGHTING. INSTRUCTIONS FOR TG 38.3 AND TG 38.1 LATER. HALSEY, OTC IN NEW JERSEY.
Morison (1956)

Este mensaje fue recibido también por la Séptima Flota del Pacífico del almirante Kinkaid, aunque evidentemente no era a él a quien iba dirigida. Halsey había formado su Task Force 34 con sus fuerzas presentes, para poder enviarlas sin retraso en el momento en que fuese necesario, pero la Séptima Flota interpretó erróneamente que la nueva formación había sido creada como un grupo independiente: Un error de valoración que causó un monumental malentendido y tuvo sus repercusiones en el desarrollo posterior de la batalla.

## 24 de octubre: La decisión de Halsey.

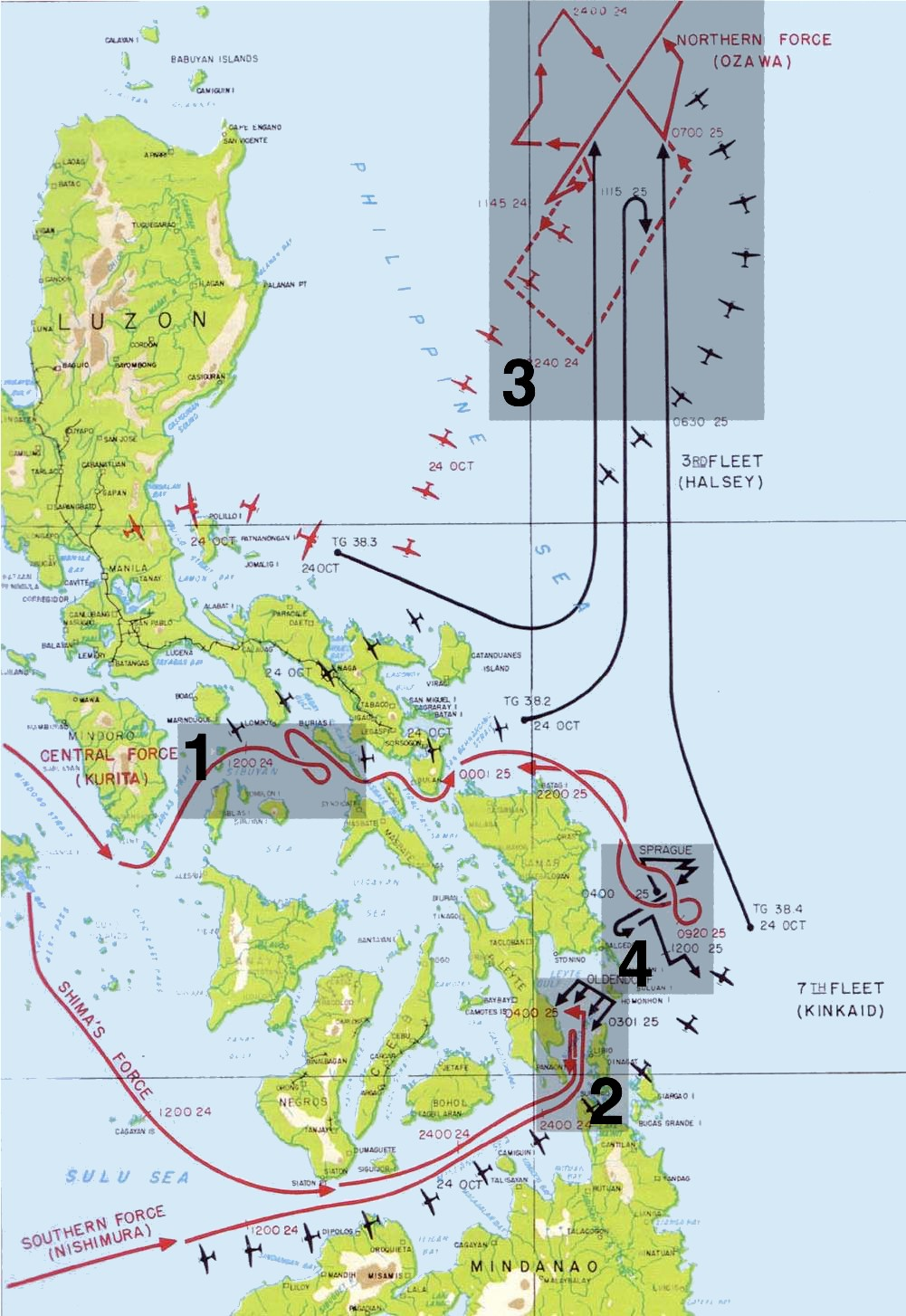
Mapa de los cuatro encuentros de la Batalla del golfo de Leyte. 1: el paso de Palawan, 2: batalla del estrecho de Surigao, 3: batalla del cabo Engaño y 4: batalla de Samar. En rojo, los movimientos de la flota japonesa y sus principales ataques aéreos.

La fuerza aérea de la Tercera Flota no logró localizar la "Fuerza Norte" de Ozawa (que actuaba como un señuelo) hasta las 16:40 horas del 24 de octubre. Ello se debió, principalmente, a que se hallaba ocupada en el ataque a Kurita y en defendenderse de los aviones japoneses que venían de Luzón. De este modo, paradójicamente, la flota sobre la que los japoneses querían llamar la atención estadounidense casi pasó completamente inadvertida. Al atardecer del 24 de octubre Ozawa interceptó un mensaje equivocado de los estadounidenses, que informaba de la retirada de Kurita, por lo que decidió iniciar también su retirada. Sin embargo, a las 20:00 horas Soemu Toyoda ordenó a todas sus fuerzas atacar "con la ayuda divina" a la Tercera Flota. Intentando atraer la atención estadounidense sobre su formación, Ozawa dio media vuelta y se dirigió al sur, hacia Leyte.
Halsey estaba convencido de que la "Fuerza Norte" constituía la mayor amenaza para su flota, y estaba decidido a aprovechar lo que le parecía una oportunidad de oro para destruir las últimas fuerzas aeronavales japonesas. Creyendo que la "Fuerza Central" había sido neutralizada por los ataques aéreos de la 3.ª Flota durante el día anterior en el mar de Sibuyán, y que los restos de esa fuerza se retiraban, Halsey radió a Nimitz y Kinkaid el siguiente comunicado:

CENTRAL FORCE SERIAMENTE DAÑADA SEGÚN LOS INFORMES DE ATAQUE.
PROCEDO AL NORTE CON TRES GRUPOS PARA ATACAR FUERZAS PORTAAVIONES AL AMANECER
Morison (1956)

Las palabras "con tres grupos" llevaron a un peligroso malentendido. A la luz del mensaje interceptado el 24 de octubre a las 15:12 horas -enviado por Halsey, y que decía "...formarán como la Task Force 34"- el almirante Kinkaid y su alto mando asumieron, al igual que la fuerza del Pacífico del almirante Nimitz, que la Task Force 34, dirigida por Willis A. Lee formaba ahora una entidad independiente. Asumieron que Halsey dejaba su poderosa fuerza de superficie vigilando el estrecho de San Bernardino (cubriendo el flanco norte de la Séptima Flota) mientras se dirigía con tres grupos de portaaviones hacia el norte, en persecución de los portaaviones japoneses. La Task Force 34, en realidad, no se había separado de los demás grupos, y los acorazados de Lee se dirigían hacia el norte con el resto de las fuerzas en persecución de los portaaviones japoneses en retirada. Halsey había dejado deliberadamente el estrecho de San Bernardino sin vigilancia alguna cometiendo su más grave error táctico, y de este modo dando cumplimiento a lo que esperaba Kurita de Osawa. Tal como Woodward señaló, "lo sacaron todo del estrecho de San Bernardino. No quedó ni un destructor de guardia".
Halsey y sus oficiales ignoraban la información que una nave de reconocimiento nocturno del USS Independence había obtenido: la poderosa flota de superficie de Kurita había dado media vuelta hacia el estrecho de San Bernardino, y después de un prolongado apagón, las luces de navegación del Estrecho habían vuelto a funcionar. Cuando el vicealmirante Gerald F. Bogan, comandante del Task Group 38.2 radió esta información a la nave insignia de Halsey, fue contestado ásperamente por un oficial, que le dijo en un tono tenso:"Sí, sí, tenemos esa información". El vicealmirante Lee, que había deducido correctamente que la fuerza de Ozawa no era más que un señuelo, lo indicó con luces al buque insignia de Halsey, quien le contestó en término igualmente abruptos.
El comodoro Arleigh Burke y el comandante James Flatley, del alto mando del vicealmirante Marc Mitscher llegaron a la misma conclusión. Estaban lo bastante preocupados como para despertar a Wake, quien les preguntó:¿Saben si el almirante Halsey tiene esa información?". Como le dijeron que sí, Mitscher, conocedor del temperamento de Halsey, contestó:"Cuando quiera mi consejo, me lo pedirá", y volvió a la cama.
La fuerza completa de la Tercera Flota continuó rumbo al norte, alejándose del estrecho de San Bernardino.

## 25 de octubre: La batalla del estrecho de Surigao.

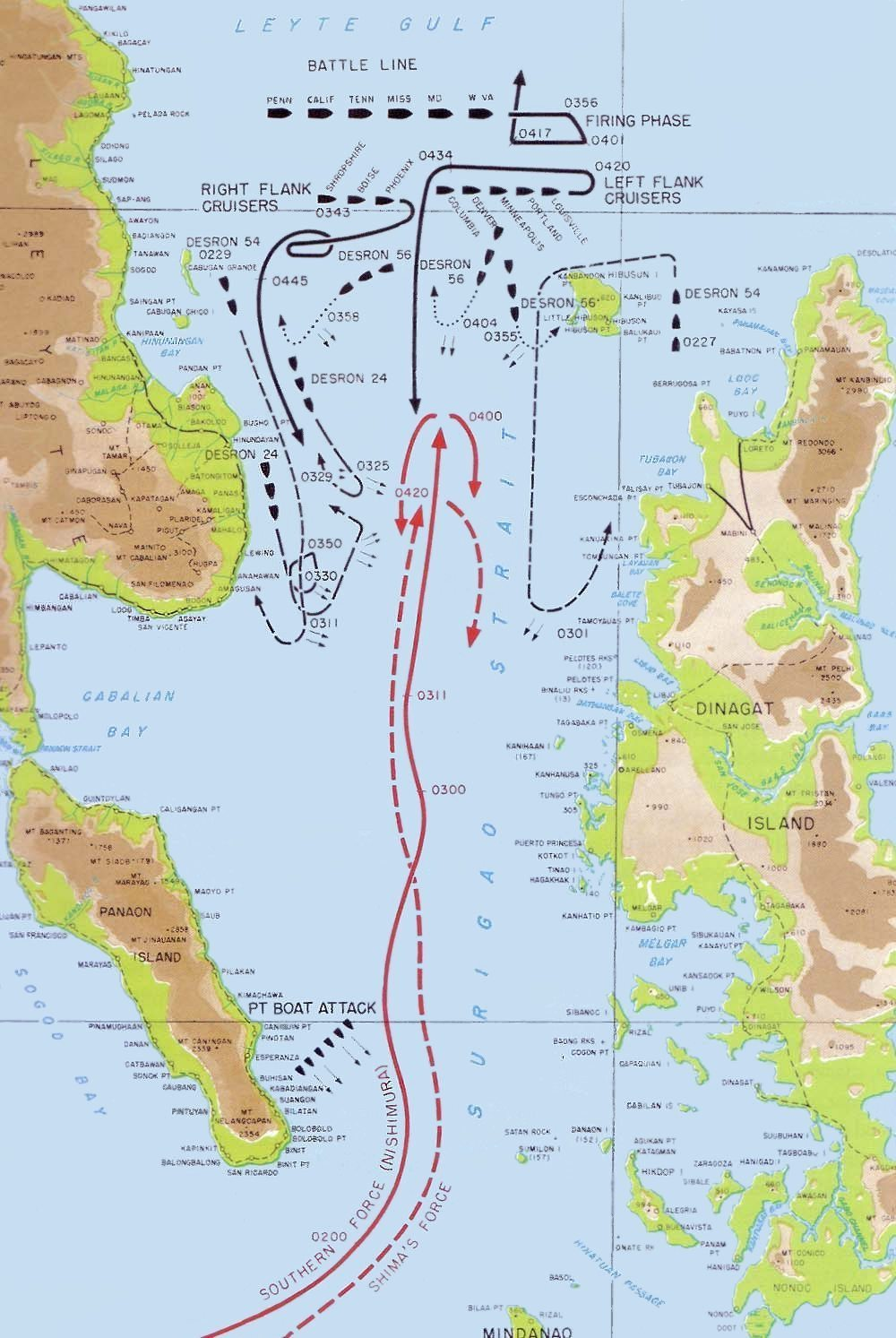
La batalla en el estrecho de Surigao: ejecución perfecta de la maniobra de "cruzar la T".

La "Fuerza Sur" de Nishimura consistía en los acorazados Yamashiro y Fusō, el crucero pesado Mogami y cuatro destructores. Fueron atacados por bombarderos el 24 de octubre, pero solo sufrieron daños menores.
Dado el estricto corte de comunicaciones impuesto en las fuerzas "Centro" y "Sur", Nishimura era incapaz de sincronizar sus movimientos con los de Shima y Kurita. Cuando entró en el estrecho de Surigao a las 2:00 horas estaba adelantado, Shima se encontraba a unas 25 millas náuticas tras él, y Kurita aún estaba en el mar de Sibuyan, a varias horas de las playas de Leyte.
Al acercarse al Estrecho, la "Fuerza Sur" se metía inadvertidamente en la misma boca del lobo: La fuerza de apoyo de la Séptima Flota del vicealmirante Jesse Oldendorff había tendido una trampa con una fuerza sustancial. Les aguardaban seis acorazados (el USS West Virginia, el USS Maryland, el USS Mississippi, el USS Tennessee, el USS California y el USS Pennsylvania), casi todos ellos dañados en Pearl Harbour, y reparados posteriormente. Otros cuatro cruceros pesados (el USS Louisville, el USS Portland, el USS Minneapolis y el HMS Shropshire) contaban con baterías de 6 y 8 pulgadas. Cuatro cruceros ligeros, el USS Denver, el USS Columbia, el USS Phoenix y el USS Boise completaban la flota, apoyados por 39 lanchas torpederas y 28 torpedos de los destructores. Para atravesar el Estrecho, las fuerzas de Nishimura tenían que superar la lluvia de torpedos lanzados desde las lanchas y el ataque de los destructores para avanzar entonces bajo el fuego de seis acorazados y los ocho cruceros que los flanqueaban antes de alcanzar la salida del Estrecho, en las playas donde debía realizarse la invasión.
A las 22:36 horas una de las lanchas torpederas (la PT-131) informó del primer contacto con la flota japonesa. Durante más de tres horas y media, las lanchas torpederas atacaron repetidamente a las fuerzas de Nishimura. No hubo impactos directos, pero se enviaron constantes informes sobre su avance a Oldendorff y su flota.
Según se internaban en el estrecho de Surigao, las fuerzas de Nishimura iban sufriendo devastadores ataques de torpedos de los destructores estadounidenses dispuestos a ambos lados de su línea de avance. Sobre las 3:00 a. m., ambos acorazados japoneses habían sido alcanzados por torpedos: El Yamashiro aún podía mantener el rumbo, pero el Fusō explotó, se partió en dos y se fue al fondo. Dos de los cuatro destructores también fueron hundidos, y el Asagumo, que pudo retirarse maltrecho, se hundiría poco más tarde.
A las 3:16, el USS West Virginia recibió señales de radar de las fuerzas supervivientes de Nishimura, que se encontraban a 42 000 yardas y habían alcanzado una solución de fuego a 30 000 yardas. El West Virginia les siguió el rastro mientras se acercaban en la noche cerrada. A las 3:53 disparó sus ocho piezas de 16 pulgadas de la batería principal, a una distancia de 22 800 yardas, alcanzando al Yamashiro con la primera descarga. En total se dispararon 93 proyectiles. A las 3:55 el California y el Tennessee se unieron al fuego, disparando 69 y 63 obuses de 14 pulgadas, respectivamente. El sistema de fuego por radar permitía a los estadounidenses abrir fuego con precisión desde una distancia a la que los japoneses, con sus menos perfeccionados sistemas de control, no podían devolver el ataque.
Los otros tres acorazados estadounidenses, equipados con una menos avanzada ingeniería de fuego, tuvo más dificultades para calcular una solución de fuego. El Maryland logró eventualmente calcular visualmente con éxito la trayectoria mediante las salpicaduras de proyectiles de otros acorazados, y por su parte disparó un total de 48 proyectiles de 16 pulgadas. El Pennsylvania no tuvo esa oportunidad y no abrió fuego durante el contacto.
El USS Mississippi encontró su solución de fuego cuando la batalla ya casi acababa, disparando una salva de 12 proyectiles de 14 pulgadas. Con este fuego se cerró el último combate entre acorazados: el último capítulo de una era en la historia naval.
El Yamashiro y el Mogami quedaron inutilizados tras recibir múltiples impactos de proyectiles perforantes de blindaje de 16 y 14 pulgadas, que agravaron los daños sufridos por el fuego lateral. El Shigure dio media vuelta, pero perdió el timón y quedó paralizado. El Yamashiro quedó finalmente bloqueado a las 4:20, con Nishimura a bordo. El Mogami y el Shigure aún podrían retirarse al sur del Estrecho.
El flanco de la "Fuerza Sur", denominado Segunda Fuerza de Ataque, y dirigida por el vicealmirante Shima, había entrado en el Estrecho a unas 40 millas en paralelo respecto a las fuerzas de Nishimura. También fue atacada por las lanchas torpederas, quedando inutilizado y fuera de formación el crucero ligero Abukuma a consecuencia de un impacto de torpedo. Los dos cruceros pesados de Shima, el Nachi y el Ashigara, que eran escoltados por ocho destructores, lograron dar con los restos de las fuerzas de Nishimura. Viendo lo que pensó que eran los restos de los dos acorazados de Nishimura, en realidad, las dos mitades del Fusō, Shima ordenó la retirada. Lamentablemente, el buque insignia Nachi colisionó con el Mogami, inundando la sala de máquinas del Mogami y haciendo que se fuese quedando retrasado en la retirada: al día siguiente fue hundido tras un ataque aéreo. El casco del Fusō fue hundido bajo el fuego del Louisville, y la mitad trasera se hundió cerca de la isla de Kanihaan. De las siete naves de Nishimura, sólo el Shigure sobrevivió al Estrecho. Las fuerzas de Shima que lograron escapar de Surigao serían hundidas más adelante en otros enfrentamientos alrededor de Leyte.
La batalla del estrecho de Surigao fue el último enfrentamiento entre barcos de superficie en la historia. Fue también la última ocasión en la que una fuerza naval (los estadounidenses, en este caso) lograron "cruzar la T" de una flota enemiga. De cualquier modo, para cuando se entabló el combate, la flota japonesa ya había sufrido fuertes bajas, y su única fuerza de ataque consistía en un acorazado (el Yamashiro) un crucero pesado y un destructor, por lo que la maniobra no tuvo en realidad un peso estratégico desequilibrante.

## 25 de octubre: La batalla de Sámar.

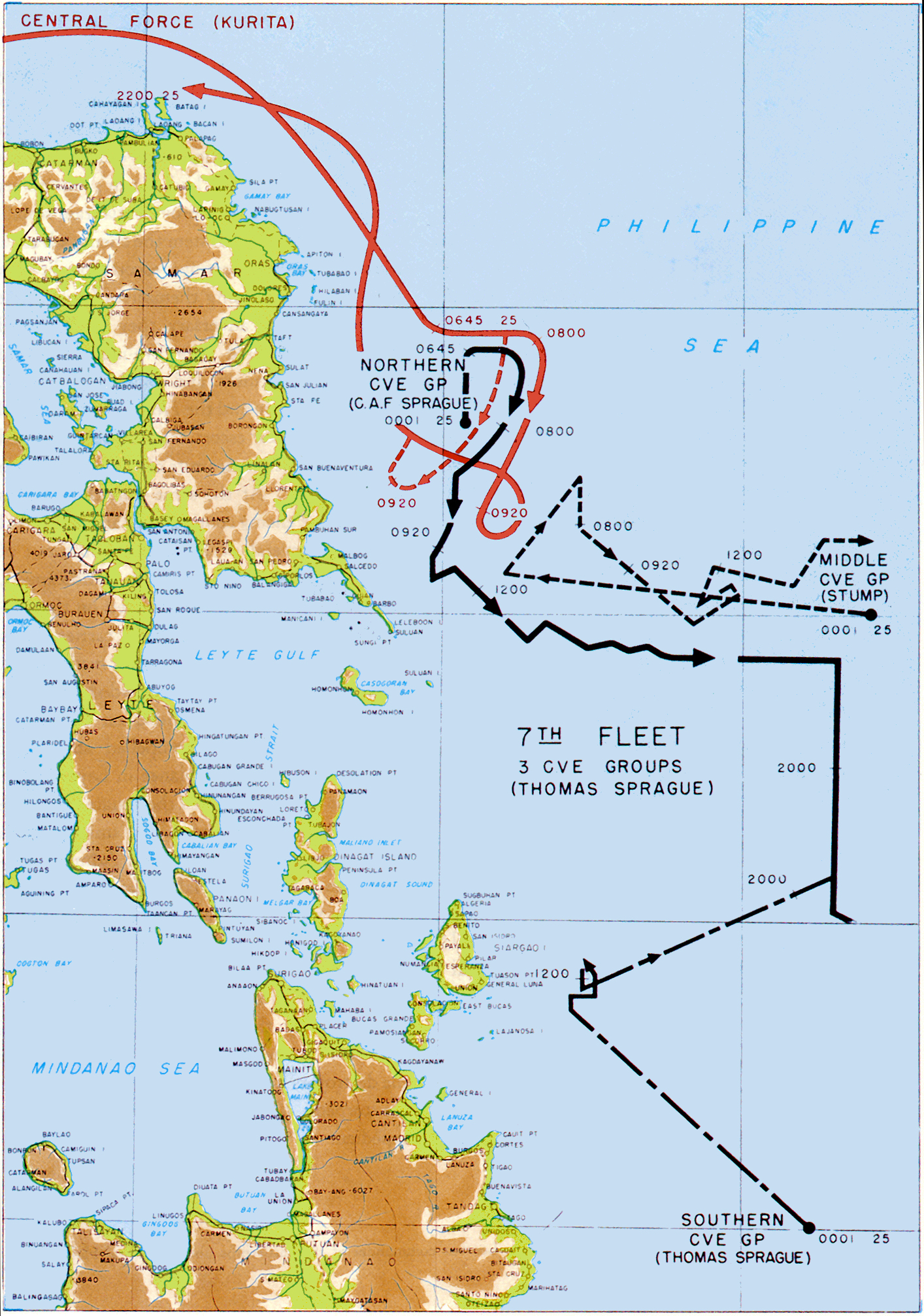
La sorpresa nipona en Sámar.

### Preludio
En el punto anterior se explican los motivos y la manera en que Halsey puso rumbo al norte, dejando el estrecho de San Bernardino completamente descubierto. Esta circunstancia, unida a la desinformación propagada por la ambigüedad de los mensajes enviados, tuvo sus consecuencias el mismo 25 de octubre en la llamada batalla de Sámar.
El malentendido consistía en la errónea percepción que tenía el alto mando de la Septima Flota (incluidos Kinkaid y su personal) sobre los movimientos de Halsey. Pensaban que se dirigía al norte con tres grupos de portaaviones (el grupo de McCain, el más fuerte de la Tercera Flota, aún estaba regresando de su primer destino, Ulithi) pero dejando a la recién formada Task Force 34 guardando el Estrecho contra los nipones. En realidad, Halsey no había formado una fuerza independiente dentro de su flota, y se dirigía en persecución del resto de las fuerzas japonesas con la integridad de su flota.
La Fuerza Central de Kurita, que había dado la vuelta, atravesó el estrecho de San Bernardino a las 3:00 del 25 de octubre, dirigiéndose con rumbo sur hacia la costa de la isla de Sámar. En su camino se interponían tres grupos de portaaviones de apoyo (llamados Taffy 1, 2, y3), compuestos por 16 portaaviones de escolta, y su pequeña escolta compuesta por destructores y destructores de escolta. A pesar de las pérdidas sufridas durante el paso de Palawan y el combate del mar de Sibuyán, la Fuerza Central era aún una fuerza imponente, contando con cuatro acorazados (entre ellos, el acorazado gigante Yamato), seis cruceros pesados, dos cruceros ligeros y una docena de destructores. Con la excepción de la Task Force 37, la flota de Kurita era posiblemente la armada más poderosa del mundo, comparable en potencia de fuego con el Grupo de Fuego de Apoyo liderado por Oldendorff.

### La batalla
Dada la desinformación reinante, era inevitable que las fuerzas de Kurita cogieran al vicealmirante Clifton Sprague completamente por sorpresa. Sprague se apresuró a ordenar el despliegue del "paraguas" aéreo de las Taffy, mientras su flota maniobraba hacia el este. Como maniobra de cobertura ordenó a sus destructores lanzar una cortina de humo que protegiese a los portaaviones en retirada.
Kurita, ignorante de que el plan de señuelo de Ozawa había tenido éxito, asumió que se encontraba frente a un grupo de portaaviones de la Tercera Flota de Halsey. Disponiendo sus naves en formación antiaérea, improvisó dos fuerzas de ataque que avanzaron independientemente con la orden de "ataque general".
El destructor USS Johnston era el que se encontraba más cerca de su enemigo. Con decisión desesperada, el teniente comandante Ernest E. Evans dirigió su nave (completamente inferior en categoría) hacia el enemigo, tratando de flanquearle. En su avance, Sprague ordenó un "small boys attack", que significaba un ataque de todas las unidades de escolta del USS Johnston. Los otros dos destructores que protegían a la Taffy 3 (el USS Hoel y el USS Heermann) y el destructor de escolta USS Samuel B. Roberts se lanzaron a un ataque suicida, devolviendo el fuego de los acorazados japoneses y tratando de dispersar su formación con el lanzamiento de torpedos.
Thomas Sprague ordenó a los 16 portaaviones de sus tres Task Forces el despegue de su fuerza aérea combinada, armados con todo lo que tuviesen, incluidas ametralladoras ligeras o cargas de profundidad. Sprague contaba con unas 450 aeronaves, principalmente FM-2 Wildcat y aviones torpederos Avenger. Los contraataques aéreos eran constantes y algunos, especialmente los realizados por la Task Unit 77.4.2 de Stump, fueron muy destructivos.
Los portaaviones de la Taffy 3 pudieron dirigirse al sur y escapar del fuego nipón. El USS Gambier Bay, un portaaviones de apoyo situado al costado de la formación estadounidense, fue alcanzado y hundido. El resto sufrió daños de diversa consideración.

### Retirada japonesa

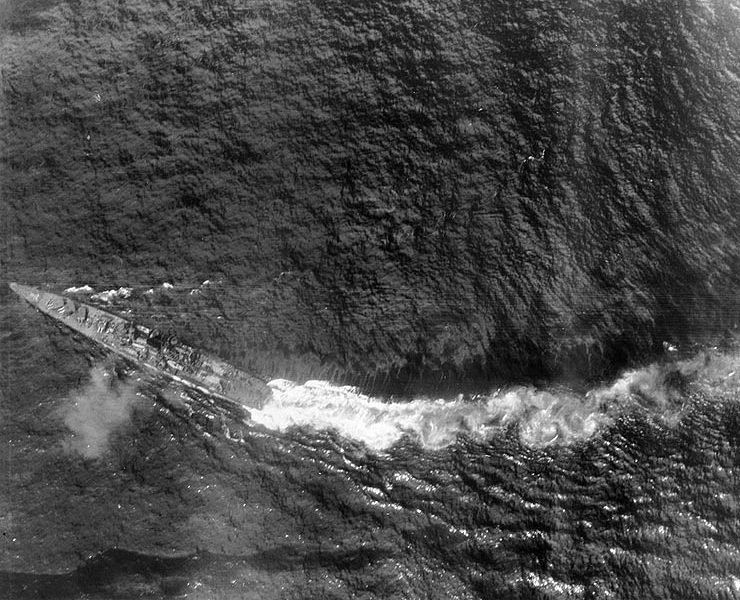
El Chikuma, bajo fuego enemigo durante la batalla de Sámar.

La férrea defensa confirmó a los japoneses su impresión de estar enfrentándose con unidades de la Tercera Flota más que con fuerzas de apoyo y su escolta. La confusión con que se dirigió el ataque general japonés (y la eficaz y desesperada defensa de los tres destructores estadounidenses) hicieron que el mismo Kurita a bordo del Yamato, buque insignia de la Fuerza Central tuviese que retirarse momentáneamente del área, perdiendo realidad situacional con la batalla. Kurita radió una brusca interrupción del ataque y ordenó a su flota retirarse hacia el norte a 20 nudos de velocidad, con la intención de reagrupar su desordenada formación. Según el informe de batalla del Yamato, Kurita habría recibido un mensaje informándole de un grupo de portaaviones estadounidenses dirigiéndose desde el norte hacia su posición. Volviéndose hacia el golfo de Leyte, Kurita buscaba así un enfrentamiento con el grueso de las fuerzas estadounidenses, y renunciaba a destruir a la fuerza de apoyo de Sámar. Al atravesar de nuevo el estrecho de San Bernardino, tres de sus cruceros pesados se habían ido a pique, y convencido de que se había enfrentado con parte de la Tercera Flota, sólo sería ya cuestión de tiempo que Halsey le localizase y le atacase por sorpresa. Después de la guerra, el vicealmirante Clifton Sprague informó a su colega Aubrey Fitch de la batalla en los siguientes términos:Yo ... declaré (al almirante Nimitz) que la principal razón por la que se volvieron hacia el norte es que estaban recibiendo demasiados daños para continuar, y sigo manteniendo esa opinión, que cualquier análisis en frío podría confirmar".
Casi todas las fuerzas supervivientes lograron escapar. Halsey y sus acorazados de la Tercera Flota llegaron demasiado tarde para interceptar a los japoneses en retirada. Sin embargo los acorazados Nagato, Haruna y Kongō habían quedado seriamente dañados por la escolta de la Taffy 3. Kurita, que había comenzado el ataque con 5 acorazados, volvía a su base con sólo el Yamato en condiciones de combatir.
Viendo el curso de la batalla, el vicealmirante Takijirō Ōnishi ordenó el despliegue de su Fuerza Especial de Ataque, una unidad kamikaze que logró llevarse por delante al USS St.-Lo, de la escolta de la Taffy 3.

### Bajas

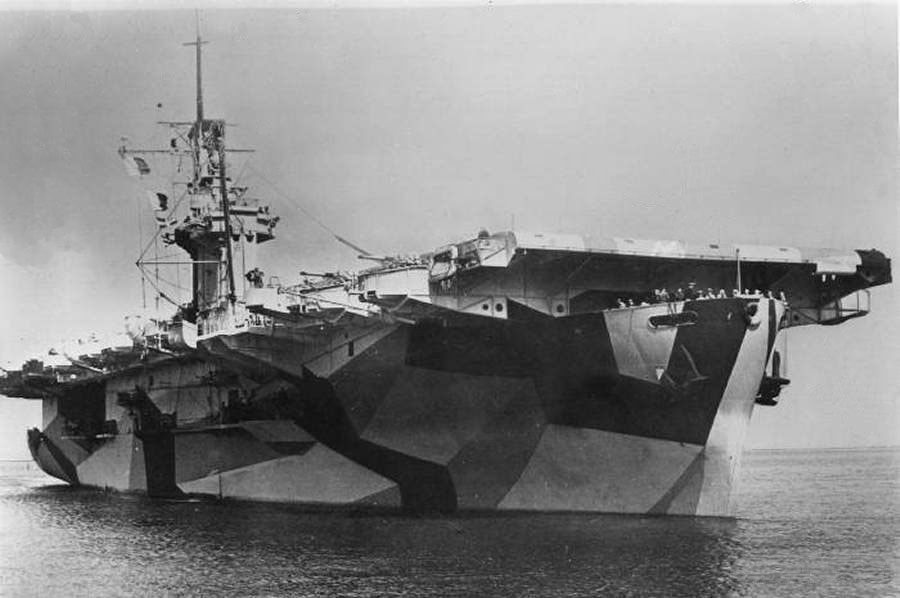
El USS St. Lo (CVE-63).

Dos portaaviones de escolta, los destructores Hoel y Johnston, el destructor de escolta Samuel B. Roberts y otras cuatro naves menores se fueron al fondo en la costa de Sámar. El destructor Heermann, pese a su inferioridad de fuego, logró sobrevivir a la batalla, aunque sufriendo seis bajas. Más de mil marineros y asistentes aéreos de los portaaviones murieron durante el ataque. Además, a consecuencia de errores de comunicación y otros problemas técnicos, un gran número de supervivientes de la fuerza Taffy 3 quedaron abandonados durante varios días, muriendo innecesariamente por hambre, sed o sus heridas.

## 25-26 de octubre: la batalla de cabo Engaño

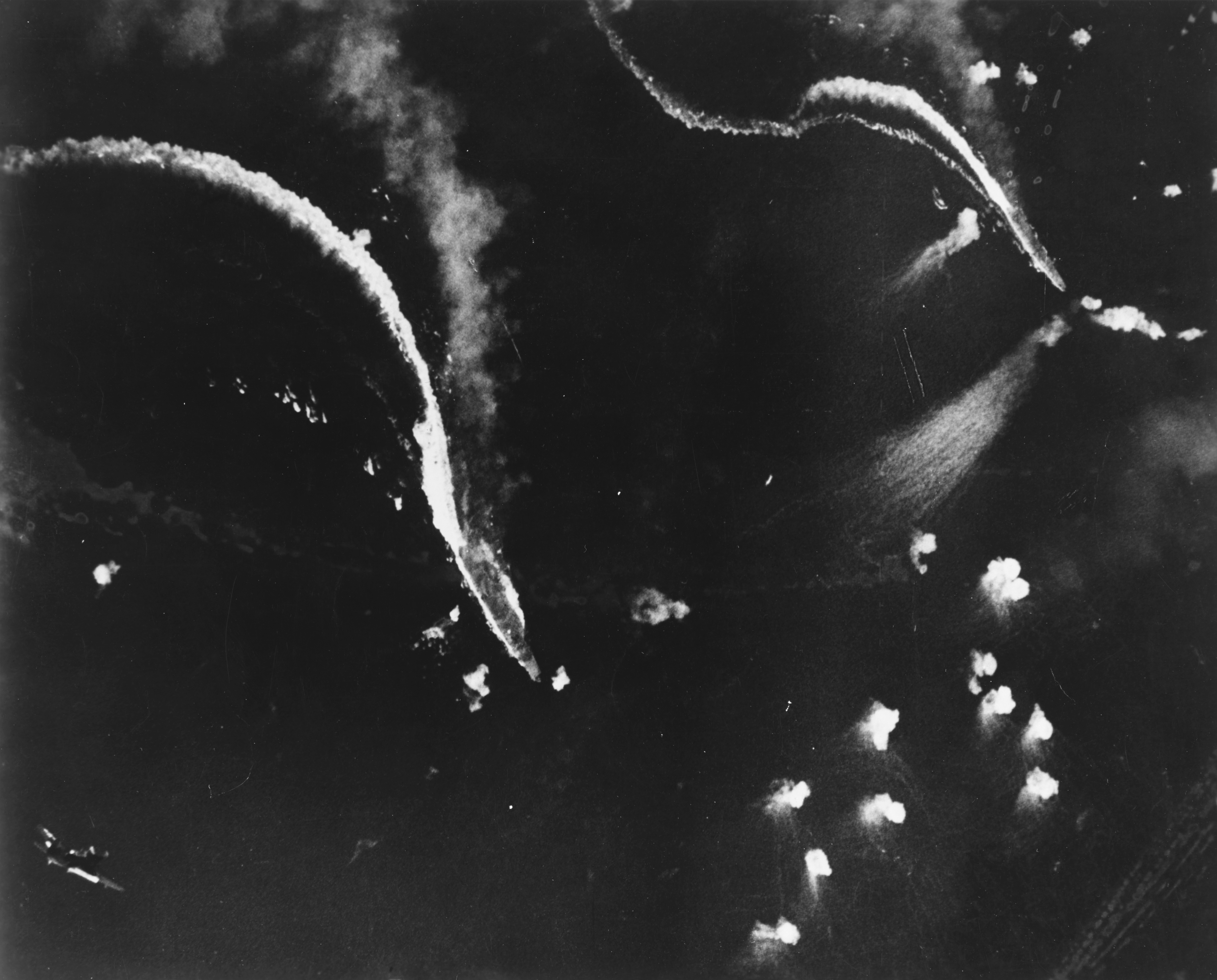
Los portaaviones nipones Zuikaku (izquierda), y (posiblemente) Zuihō, atacados por bombarderos en picado al principio de la batalla de cabo Engaño.

La Fuerza Norte de Ozawa, que había logrado distraer la atención de Halsey sobre la Fuerza Central, se componía de cuatro portaaviones: el Zuikaku, último superviviente de los seis que habían atacado en Pearl Harbor, y los portaaviones ligeros Zuihō, Chitose y el Chiyoda, dos viejos acorazados reconvertidos en portaaviones tras la Primera Guerra Mundial: el Hyūga y el Ise. A esta singular combinación de portaaviones escoltaban tres cruceros ligeros, el  Ōyodo, el Tama y el Isuzu, con unos nueve destructores. Esta fuerza se complementaba con 108 aviones.
La fuerza de Ozawa no fue localizada hasta las 16:40 horas del 24 de octubre, principalmente porque el Task Group 38.3 de Sherman, situado al norte del sector de Halsey, estaba más ocupado con el ataque a Kurita y los aviones que llegaban desde Luzón que con la búsqueda de la esquiva flota de Ozawa. La mañana de 24 de octubre, Ozawa interceptó un mensaje estadounidense que informaba sobre la retirada de Kurita. Como hemos señalado anteriormente, Ozawa solicitó permiso para retirarse, pero recibió órdenes de realizar un ataque "contando con la ayuda divina". La fuerza a la que se iba enfrentar era abrumadoramente superior. Entre otras unidades, contaba con cinco grandes portaaviones, (Intrepid, Franklin, Lexington, Enterprise, y Essex), cinco portaaviones ligeros ( Independence, Belleau Wood, Langley, Cabot y San Jacinto), seis acorazados (Alabama, Iowa, Massachusetts, New Jersey, South Dakota y Washington), ocho cruceros (dos pesados y seis ligeros) y más de cuarenta destructores. La fuerza aérea adjunta a este grupo ascendía a 601 unidades.
A las 2:40 del 25 de octubre, Halsey envió a la cabeza del grupo a la Task Force 34, compuesta por seis acorazados de la Tercera Flota, y dirigida por el vicealmirante Willis A. Lee. Halsey planeaba que Mitscher lanzase el ataque con sus unidades aéreas, a las que sucedería un intenso bombardeo desde los acorazados de Lee.

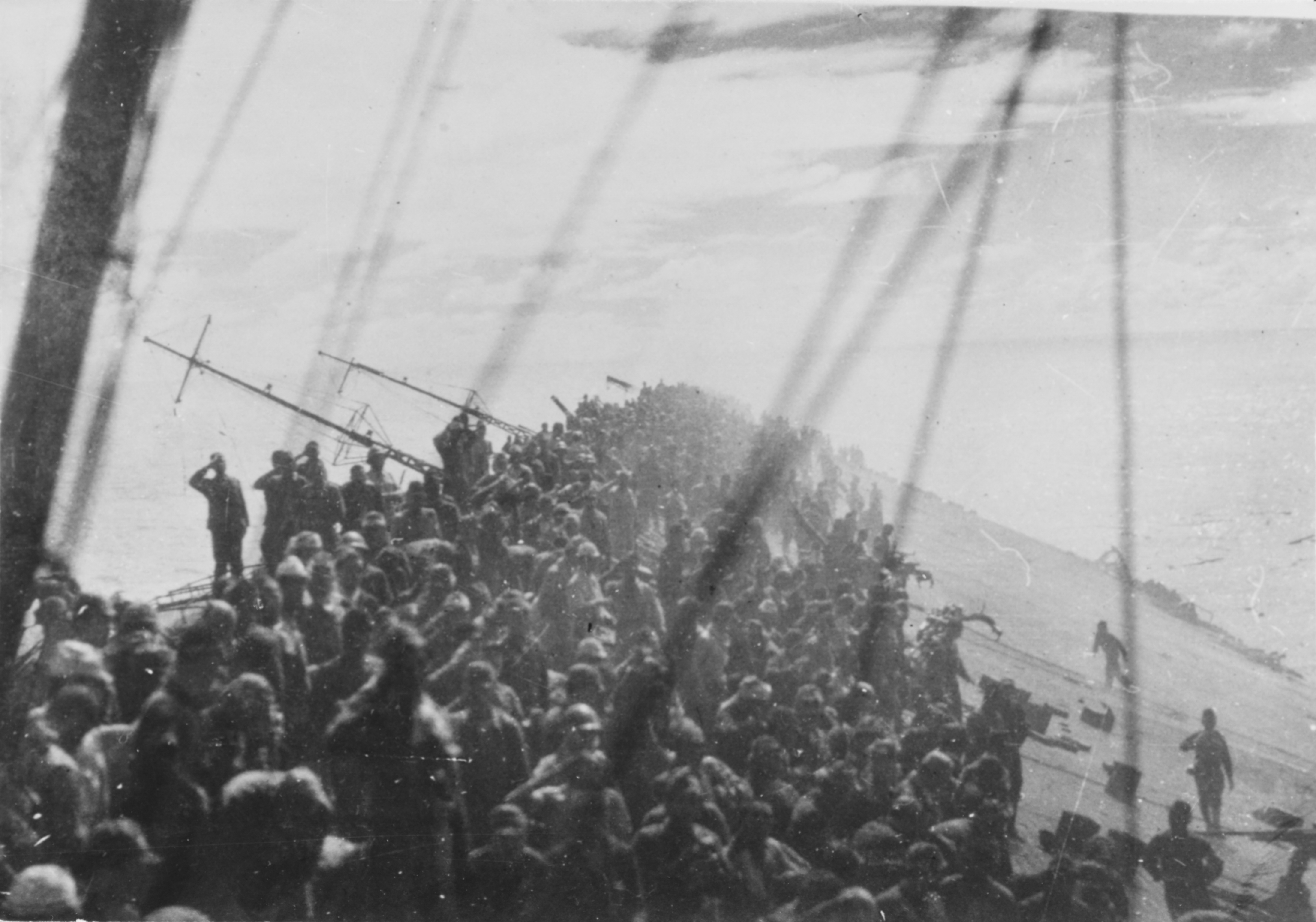
La tripulación del Zuikaku saludando el arriado de bandera, que representa el fin de las funciones del Zuikaku como navío insignia de la Armada Imperial Japonesa.

Al amanecer del 25 de octubre, Ozawa inició el ataque, lanzando 75 aviones contra la Tercera Flota. La mayoría fueron derribados por las patrullas aéreas estadounidenses, y la flota no llegó a sufrir ningún daño. Algunos de ellos lograrían aterrizar en las bases de Luzón.
Durante la noche, Halsey había enviado sus indicaciones tácticas a la Task Force 38 del almirante Mitscher, en las que ordenaba el ataque de 180 aviones antes del amanecer. Cuando a las 7:10 las patrullas de exploración dieron con la Fuerza Norte nipona, los aviones ya llevaban un rato volando en círculos sobre la flota estadounidense. A las 8 se lanzaron al ataque, deshaciendo fácilmente la defensa japonesa, que apenas llegaba a los 30 aviones. Los ataques estadounidenses continuaron hasta la tarde, realizándose 527 despegues contra la Fuerza Norte, y hundiendo el Zuikaku, el Chiyoda y el Akitsuki. El Chiyoda se perdió sin remedio. El portaaviones ligero Chitose y el Tama quedaron inutilizados, y Ozawa tuvo que transferir la bandera al crucero ligero Ōyodo.

### La crisis. La Séptima Flota pide ayuda.
Poco después de las 8 llegaron sorprendentes mensajes de auxilio de la Séptima Flota. Uno de los mensajes, enviado por Kinkaid, decía sencillamente:"MI SITUACIÓN ES CRÍTICA. ACORAZADOS RÁPIDOS Y APOYO AÉREO PUEDEN IMPEDIR QUE EL ENEMIGO DESTRUYA PORTAAVIONES DE APOYO Y ENTRE EN LEYTE".
Halsey refiere en sus memorias que el mensaje le dejó conmocionado, y se dedicó a revisar personalmente los últimos mensajes recibidos de la Séptima Flota para tratar de esclarecer una situación que se le antojaba incomprensible. Al parecer, no había llegado un mensaje de vital importancia enviado por Kinkaid alrededor de las 10:00. Halsey posteriormente declararía que sabía que Kinkaid estaba en problemas, pero que ignoraba la gravedad de la situación.
Una de los mensajes más alarmantes de Kinkaid, enviado tras el combate en el estrecho de Surigao, informaba de la falta de munición en los acorazados de la Séptima Flota. Este mensaje tampoco logró convencer a Halsey de la urgente necesidad de apoyo de la Séptima Flota. En realidad, esta falta de munición era una argucia de Kinkaid para obtener los refuerzos solicitados, pero Halsey no podía saberlo.
A unos 5000 kilómetros de Pearl Harbour, el almirante Nimitz había estado recibiendo informes de las desesperadas llamadas de la Taffy 3, y envió a Halsey un lacónico mensaje:TURKEY TROTS TO WATER GG FROM CINCPAC ACTION COM THIRD FLEET INFO COMINCH CTF SEVENTY-SEVEN X WHERE IS RPT WHERE IS TASK FORCE THIRTY FOUR RR THE WORLD WONDERS". El mensaje contenía una alusión a un poema de Tennyson sobre la carga de la Brigada Ligera, oportuna alusión al 90 aniversario de la batalla de Balaclava.
De cualquier modo, sobre las 11:15 -más de dos horas después de los apurados mensajes enviados por la Séptima Flota- Helsey ordenó a la Task Force 34 dar media vuelta y poner rumbo sur hacia Sámar. En aquel momento los acorazados de Lee casi tenían a tiro la fuerza de Ozawa, y aún habrían de transcurrir dos horas y media antes de que los destructores de escolta de la Task Force 34 pudieran repostar y ponerse en movimiento.
Tras esta desafortunada sucesión de retrasos, ya era demasiado tarde para poder asistir a la Séptima Flota, más que para colaborar en el rescate de supervivientes de la Taffy 3, mientras las fuerzas de Kurita huían a través del estrecho de San Bernardino.
Sin embargo a las 16:22, en un desesperado intento de intervenir en los acontecimientos de Sámar, Halsey formó una nueva Task Force (la TG 34.5, compuesta por los acorazados rápidos USS Iowa y USS New Jersey, capaces de alcanzar los 32 nudos, tres cruceros y ocho destructores) que encomendó al vicealmirante Badger. Badger se lanzó hacia el sur, seguido por cuatro acorazados más lentos. Tal como Morison señaló, si esta fuerza hubiese interceptado la retirada de Kurita habría tenido serios problemas para enfrentarse a la muy superior potencia de fuego enemiga.
Los cruceros y destructores de la Task Force 34.5 tuvieron más éxito, logrando hundir al destructor Nowaki, que se alejaba renqueante del estrecho de San Bernardino.

### Batalla de cabo Engaño: Desenlace.

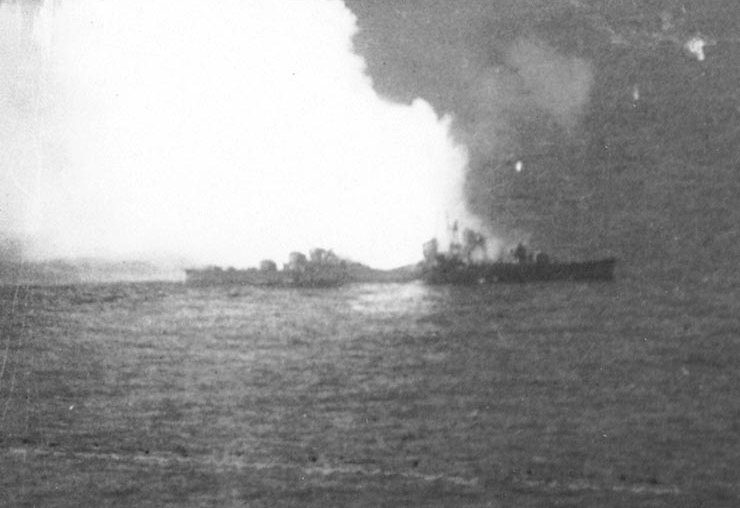
El destructor japonés Akizuki, en llamas tras la batalla.

Cuando Halsey ordenó la vuelta de la Task Force 34 hacia el sur, encomendó un grupo de cuatro de sus cruceros y nueve destructores al mando del vicealmirante DuBose, reasignándolos a la Task Force 38. A las 14:15 Mitscher ordenó a DuBose iniciar la persecución de los restos de la Fuerza Norte nipona. Sus cruceros remataron al maltrecho Chiyoda a las 17:00, y cerca de las 21:00 hundieron al destructor Hatsuzuki tras un cerrado intercambio de fuego.
Cuando el almirante Ozara supo del despliegue de la relativamente débil fuerza de DuBose ordenó a los acorazados Ise y Hyūga volverse hacia el sur para atacar, pero no lograron localizar al grupo de DuBose, al que superaban en potencia de fuego. La retirada de parte de los acorazados de Lee en su triste intento de ayudar a la Séptima Flota dejaba expuesta de un modo absurdo a la Task Force 38 a un posible contraataque de la fuerza de señuelo de Ozawa.
Sobre las 21:30, el submarino estadounidense Jallao logró acertar con un torpedo al Tama, que se fue a pique. Esta fue la última acción en la batalla del cabo Engaño, y (exceptuando algunos ataques aéreos japoneses el 26 de octubre) el final de la batalla del golfo de Leyte.
Los aviones de Halsey persiguieron a los japoneses pero solamente pudieron hundir el crucero ligero Noshiro y producir daños en el Nagato, Tone y Yamato

## Crítica del mando de Halsey

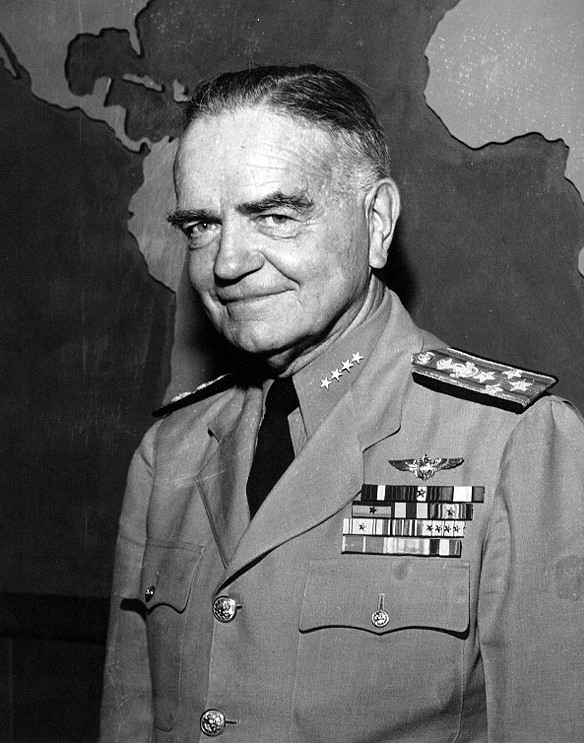
Almirante William F. 'Bull' Halsey, comandante de la Tercera Flota de los Estados Unidos en el golfo de Leyte, al igual que Takeo Kurita, incurrió en errores tácticos.

Halsey recibió muchas críticas por sus decisiones, principalmente por la orden de separar a la Task Force 34 para lanzarla en persecución de Ozawa y su retraso a la hora de apoyar a Kinkaid. La jerga de la armada estadounidense acuñaría el sobrenombre de "Bull's run" para Halsey, haciendo una irónica combinación de su apodo "Bull" (el almirante era conocido como Bull Halsey) y una referencia a la desastrosa gestión de la primera batalla de Bull Run durante la Guerra de Secesión. En el informe elaborado tras la batalla, Halsey justificó sus decisiones alegando que:

"...la exploración de aviones reveló la presencia de la Fuerza Norte la tarde del 24 de octubre, lo que completaba la imagen de la escuadra enemiga. Me pareció infantil permanecer paralizado guardando el estrecho de San Bernardino, así que concentré a la Task Force 38 durante la noche y nos dirigimos al norte con el propósito de atacar dicha Fuerza Norte al amanecer."
"Creí que la Fuerza Central había sufrido bastantes daños en el mar de Sibuyán como para no ser considerada una amenaza para la Séptima Flota."

Halsey también explicó que había temido dejar a la Task Force 34 como única protección del Estrecho sin apoyo de portaaviones que pudiesen protegerla de un eventual ataque aéreo lanzado desde Luzón, y que abandonar a un portaaviones en el área como cobertura de dicha fuerza habría debilitado demasiado la concentración de fuego necesaria al norte para atacar a Ozawa. Sin embargo, Morison afirma que el almirante Lee le había informado de que su flota estaba perfectamente preparada para cubrir tan sólo con acorazados el Estrecho, sin que fuese necesario dejar ningún portaaviones de apoyo.
Más aún, si Halsey hubiese mantenido una adecuada comunicación con la Séptima Flota habría sido perfectamente factible para los portaaviones de la Task Force 77 establecer una adecuada cobertura aérea sobre la Task Force 34, que de hecho habría resultado estratégicamente más eficaz que la defensa que tuvieron que mantener en solitario en Sámar.
Podría argumentarse que el hecho de que Halsey estuviera a bordo de uno de los acorazados, que teóricamente habría debido quedarse atrás (mientras el grueso de su flota se dirigía al norte contra los portaaviones japoneses) pueda haber influido en su decisión. Sin embargo, habría sido perfectamente factible (y lógico) que se hubiese llevado uno o dos de los acorazados rápidos de la Séptima Flota junto a los portaaviones en el ataque contra Ozawa, dejando el resto de sus fuerzas guardando el Estrecho. De este modo, el Estrecho habría quedado bien guardado, posibilitando el ataque contra la Fuerza Norte de Ozawa.
Es probable que la decisión de Halsey se viese influida por su jefe de personal, el vicealmirante Robert Carney, quien era un apasionado partidario de llevarse todas las fuerzas posibles hacia el norte para atacar a la armada de Ozawa, quien consideraban la mayor amenaza japonesa en el área.
Clifton Sprague, comandante de la Task Force 77.4.3 durante la batalla de Sámar fue posteriormente muy crítico con las decisiones de Halsey, y con su incapacidad de informar propiamente de que su flanco norte no estaba ya protegido:

"Careciendo de cualquier información de que esta salida (refiriéndose al estrecho de San Bernardino) ya no estaba bloqueada, era lógico pensar que nuestro flanco norte no quedaría expuesto sin advertencia."

Sobre la pasividad de Halsey a la hora de responder a sus desesperadas llamadas de auxilio, Morison escribe que

"Si la Task Force 34 hubiese partido unas horas antes, tras la primera petición de ayuda de Kinkaid, dejando los destructores atrás (ya que su reavituallamiento retrasaría dos horas y media la salida), una todavía poderosa flota de seis acorazados dirigidos por el almirante Lee (el comandante de escuadrón con más experiencia de combate) habría llegado al estrecho de San Bernardino a tiempo para enfrentarse con la Fuerza Central de Kurita. Dejando a un lado los accidentes comunes a la guerra naval, todos los indicios hacen suponer que Lee podría haber "cruzado la T" de Kurita y destruir totalmente la Fuerza Central

Sin embargo, tal como el mismo Morison observa:

"La poderosa potencia de fuego de la Tercera Flota, mayor que la de toda la Armada Imperial Japonesa, nunca entró en acción excepto para rematar uno o dos barcos ligeros inutilizados.
Morison (1956), pp. 336–337.

Aunque quizás el comentario más esclarecedor es este informe del vicealmirante Lee como comandante de la Task Force 34:

No se recibió ni se infligió daño al enemigo en barcos asignados a la Task Force 34.
Informe de acción de la Task Force 34: 6 de octubre de 1944 – 3 de noviembre de 1944.

## Análisis

### Bando japonés
El plan Sho-I-Go japonés era tácticamente débil y además se cometieron muchos fallos estratégicos en su desarrollo, comprometía una gran cantidad de unidades distribuidas en tres frentes distintos que debían coincidir en Leyte, la falta de comunicaciones, la falta de información adecuada acerca de la posición y composición de las fuerzas estadounidenses y el factor sorpresa perdido en dos oportunidades por el vicealmirante Takeo Kurita, imposibilitaron una dudosa victoria japonesa. Hay que sumar la falta de cobertura aérea y antisubmarina que adoleció la fuerza japonesa contribuyó grandemente a la derrota. Los japoneses intentaron repeler o destruir la flota aliada que se disponía a invadir Leyte. Muy por el contrario, los Aliados consiguieron una contundente victoria frente a una muy inferior en número Armada Imperial Japonesa, prácticamente deshabilitándola para el resto de la guerra.
La batalla o combate de la isla Palawan tuvo como resultado la pérdida de los cruceros Atago, Takao y Maya, por fallo en la cobertura antisubmarina de Kurita. Se pierde el factor sorpresa por primera vez. La batalla del mar de Sámar perdió por segunda vez un factor sorpresa ganado tácticamente por la falta de visión táctica de Takeo Kurita al no seguir avanzando para destruir la fuerza de portaaviones de escolta y no tener información de Osawa acerca de sus resultados como señuelo. La batalla del estrecho de Surigao se perdió exclusivamente por carecer Nishimura de radar, confiándose en solo en medios ópticos y por una suicida falta de información sobre qué fuerzas enfrentaba a la salida del estrecho. Los continuos ataques de lanchas torpederas debieron servir de alerta a Nishimura a la entrada de este. La batalla del estrecho de San Bernardino tuvo como resultado la pérdida del Musashi, por carecer de cobertura aérea.
La batalla de cabo Engaño fue la única parte del plan japonés que se cumplió parcialmente, al atraer Osawa a la poderosa Tercera Flota norteamericana hacia sus exiguas fuerzas con la pérdida de dos portaaviones. Este componente del plan era esencial para el éxito japonés y no supo ser aprovechado por Kurita.
Por primera vez se emplearon tácticas kamikaze de un modo organizado. El crucero australiano HMAS Australia fue alcanzado el 21 de octubre, y la Fuerza Especial de Ataque inició oficialmente sus ataques suicidas el 25 de octubre. Los errores tácticos del vicealmirante Takeo Kurita anularon en cierto modo los errores cometidos por W. F. Halsey influyendo notablemente en el resultado de la batalla. La desproporción existente entre el número de aviones empleados por ambos bandos, la calidad de los mismos —claramente a favor de los Estados Unidos en 1944—, además de la falta de pilotos experimentados en el bando japonés, marcaron decisivamente el resultado de la batalla.

### Balance global
En total, Japón perdió el 45 % de su tonelaje, es decir, 305 710 toneladas, en el transcurso de la batalla. Estados Unidos por su parte perdió el 3 %, es decir, 37 300 toneladas. Sin embargo no se trata de una victoria o una derrota total, ya que los errores de los dos comandantes hicieron que a pesar de la superioridad estadounidense, una parte de la flota japonesa consiguiera llegar a buen puerto. Tras la conquista de las Filipinas las fuerzas estadounidenses aislaron a los japoneses que aún estaban en la mayor parte de Indonesia (cerca de 1 000 000 de soldados) de las fuerzas niponas en Japón y Manchuria.